# 刘岳 (十六国)
刘岳（?—?）。匈奴族，新兴（治今山西忻州）人，中国十六国汉赵大臣。刘曜从弟。
刘岳初任大将军。封广平王，转任征东大将军，镇洛阳。入朝为侍中、都督中外诸军事，进封中山王。前赵光初八年（325年），刘曜派中山王刘岳追袭后赵将石佗，刘岳与石佗在黄河沿岸交战，石佗被杀，后赵兵士死亡六千多人，刘岳全数夺回被石佗俘获的人员畜产返回。寻围石生于金墉（今河南洛阳东北）。刘曜派刘岳率领士兵一万五千人赶赴孟津进攻石生。刘岳攻克孟津戍、石梁戍，斩获首级五千多，把石生围困在金墉。后赵的中山公石虎与刘岳在洛水以西交战，刘岳战败，被流箭射中，退保石梁。刘岳的士卒杀掉战马充食。刘曜亲自领军救援刘岳，石虎率骑兵三万迎击。前赵士卒溃散，刘曜便回归长安。六月，石虎攻取石梁，擒获刘岳及其将佐八十多人及氐族、羌族士众三千多人，都押送到襄国，并坑杀刘岳士兵九千人。刘岳被囚于襄国（今河北邢台）。光初十一年（328年），石虎俘虏刘曜，石勒派刘岳、刘震等族内男女人等穿上盛服见刘曜。